# Budy Grabskie
Budy Grabskie est une localité polonaise de la gmina et du powiat de Skierniewice en voïvodie de Łódź.